# バンスカー・ビストリツァ - チェルヴェナー・スカラ線
バンスカー・ビストリツァ - チェルヴェナー・スカラ線（スロバキア語;Železničná trať Banská Bystrica – Červená Skala）は、スロバキア国鉄の鉄道線の名称である。路線番号は172。
最初に開業したのは バンスカー・ビストリツァ - ポドブレゾヴァー間で、1884年に開業した。1895年にブレズノ・ハルニまで、1903年にチェルヴェナー・スカラまで延伸して全線開通した。

## 運行形態

### 快速「ズリフレニー・ヴラク (Zr)」
- ホレフロネツ号、フニレツ号、クラーリョヴァ・ホリャ号：　バンスカー・ビストリツァ - チェルヴェナー・スカラ - マルゲツァニ
一日あたり、平日2往復、休日5往復の運行。スカラ以東は173号線に直通する。
過去の運行状況
2015年以前は、平日・休日とも一日2往復の運行で、170号線のズヴォレンまで直通していた。ブレズノ以西停車駅は、ビストリツァ、メヂブロド、ブルスノ・クーペレ、ポドブレゾヴァー、ブレズノで、夏季限定でフヴァチメヒにも停車していた。運行種別は、レギオナルエクスプレス(REX)であった。
2015年末に、ベニュシ停車となった。
2016年末に、バンスカー・ビストリツァ発着に区間短縮され（休日の東行片道1本を除く）、ヴァラスカーも停車する様になった。
2018年末に、特急格上げとなり、フヴァチメヒとブレズノ町は通年通過となった。また、西行の一日1本（平日・休日とも）がズヴォレンに直通する様になった[1]。
2020年末に、再び快速に格下げとなった。また、東行は全列車バンスカー・ビストリツァ始発となった。ブレズノ町は再び停車となった。
2021年末に、ブレズノ以西でほぼ各駅に停車する様になった。ただし、リュプチャ・プリーボイは一日1往復、プレダイナーは東行片道1本に限り停車していた。なお、ベニュシは通過となった。
2023年度に、種別がズリフレニー・ヴラク(Zr)に変更された。休日に限り、一日5往復に増発された。ブレズノ以西は各駅停車になり、ベニュシも停車となった。

- バンスカー・ビストリツァ - チェルヴェナー・スカラ - プレショウ/コシツェ　【夏季の土曜・日曜運行】
季節限定で、一日1往復の運行。スカラ以東は173号線に直通する。西行は快速相当の停車駅だが、東行はビストリツァ、ブルスノ・クーペレ、ポドブレゾヴァー、フヴァチメヒ、ブレズノとポロムカ以東の快速停車駅にのみ停車する。
過去の運行状況
2020年は、ズリフレニー・ヴラク (Zr)の種別で運行していた。主に日曜の運行で、土曜は8月に限り運行していた。上下とも、現在の東行とほぼ同じ停車駅であったが、ザーヴァドカ村とポホレラーも通過していた。
2021年に、レギオナルエクスプレス(REX)の種別に変更された。土曜の運行日が、7月から9月前半まで拡大された。
2022年に、西行に限りほぼ各駅停車となった他（プレダイナーとリュプチャ・プリーボイは通過）、上下ともザーヴァドカ村、ポホレラー停車となった。

- ズヴォレン - バンスカー・ビストリツァ - チェルヴェナー・スカラ - ムリンキ　【夏季の土曜・日曜運行】
季節限定で、一日1往復の運行。ビストリツァ以西は170号線に、スカラ以東は173号線に直通する。停車駅は、ビストリツァ、ブルスノ・クーペレ、ポドブレゾヴァー、フヴァチメヒ、ブレズノ、ポロムカ、ヘリパー、ポホレラーで、西行はブレズノ町に、東行はザーヴァドカ村にも停車する。
過去の運行状況
2020年は、ズリフレニー・ヴラク (Zr)の種別で、ビストリツァ - ムリンキ間でのみ運行していた。主に日曜の運行で、土曜は8月に限り運行していた。ブレズノ町、ザーヴァドカ村、ポホレラーは上下とも通過していた。
2021年に、レギオナルエクスプレス(REX)の種別に変更された。土曜の運行日が、7月から9月前半まで拡大された。メヂブロド停車となった他、西行に限りリュプチャ停車となった。
2022年に、ズヴォレンまで延伸された。上下ともザーヴァドカ村、ポホレラー停車となった一方で、リュプチャとメヂブロドは通過となった。

### 普通
ブレズノを境に運転系統が分かれる。
- バンスカー・ビストリツァ - ブレズノ町 ( - チェルヴェナー・スカラ)
平日は快速と合わせて1-2時間に1本、休日は2時間に1本の運行。うち一日3往復が、チェルヴェナー・スカラまで運行する。
過去の運行形態
2015年度以前は、ブレズノで運行系統が分かれていた。ブレズノ以西は2時間に1本の運行で、大部分がプリーボイとプレダイナーを通過していた。東側はブレズノ止まりとブレズノ町止まりの双方が混在していた。ブレズノ以東は一日2往復（夏季1往復）の運行であった。全列車ハルニを通過していた。
2015年末に、東行に限りハルニ停車となった。
2018年末に、ブレズノ以東が一日2.5往復（夏季1.5往復）に増発された。
2020年末に、ブレズノ以東が一日2-4往復（夏季1.5往復）に増発された。
2022年度に、ブレズノ以西が増発され、平日は快速と合わせて1-2時間に運行する様になった。ブレズノ以東も夏季に増発され、2.5往復の運行となった。
2023年度に、チェルヴェナー・スカラ発着の列車が時期問わず一日3往復となり、ビストリツァまで直通する様になった。また、プリーボイとプレダイナーは全列車停車、ハルニは全列車通過となった。

## 駅一覧
以下では、スロバキア国鉄172号線の駅と営業キロ、停車列車、接続路線などを一覧表で示す。
- 種別
  - REX：快速
  - Os：普通
- 停車駅
  - ■印：全列車停車
  - ●印：一部通過
  - ▼∧印：チェルヴェナー・スカラ行は停車、ブレズノ行は通過
  - ○印：一部停車
  - ｜印：全列車通過

| 路線名 | 駅名                                         | 駅間営業キロ | 累計営業キロ         | 累計営業キロ        | 累計営業キロ              | Zr | Os | 接続路線                                        | 所在地                     | 所在地                     |
| ------ | -------------------------------------------- | ------------ | -------------------- | ------------------- | ------------------------- | -- | -- | ----------------------------------------------- | -------------------------- | -------------------------- |
| 172    | バンスカー・ビストリツァ駅                   | -            | ビストリツァから 0.0 | ズヴォレンから 21.3 |                           | ■  | ■  | 170号線（ブラチスラヴァ方面、オストラヴァ方面） | バンスカー・ビストリツァ県 | バンスカー・ビストリツァ郡 |
| 172    | シャルコヴァー駅                             | 4.5          | 4.5                  | 25.8                |                           | ■  | ■  |                                                 | バンスカー・ビストリツァ県 | バンスカー・ビストリツァ郡 |
| 172    | スロヴェンスカー・リュプチャ・プリーボイ駅   | 1.7          | 6.2                  | 27.5                |                           | ■  | ■  |                                                 | バンスカー・ビストリツァ県 | バンスカー・ビストリツァ郡 |
| 172    | スロヴェンスカー・リュプチャ駅               | 3.7          | 9.9                  | 31.2                |                           | ■  | ■  |                                                 | バンスカー・ビストリツァ県 | バンスカー・ビストリツァ郡 |
| 172    | ルチャチーン駅                               | 3.7          | 13.6                 | 34.9                |                           | ■  | ■  |                                                 | バンスカー・ビストリツァ県 | バンスカー・ビストリツァ郡 |
| 172    | メヂブロド駅                                 | 4.8          | 18.4                 | 39.7                |                           | ■  | ■  |                                                 | バンスカー・ビストリツァ県 | バンスカー・ビストリツァ郡 |
| 172    | ブルスノ・クーペレ駅                         | 2.6          | 21.0                 | 42.3                |                           | ■  | ■  |                                                 | バンスカー・ビストリツァ県 | バンスカー・ビストリツァ郡 |
| 172    | ネメツカー駅                                 | 3.4          | 24.4                 | 45.7                |                           | ■  | ■  |                                                 | バンスカー・ビストリツァ県 | ブレズノ郡                 |
| 172    | ドゥボヴァー駅                               | 2.0          | 26.4                 | 47.7                |                           | ■  | ■  |                                                 | バンスカー・ビストリツァ県 | ブレズノ郡                 |
| 172    | プレダイナー駅                               | 2.6          | 29.0                 | 50.3                |                           | ■  | ■  |                                                 | バンスカー・ビストリツァ県 | ブレズノ郡                 |
| 172    | ロペイ駅                                     | 2.7          | 31.7                 | 53.0                |                           | ■  | ■  |                                                 | バンスカー・ビストリツァ県 | ブレズノ郡                 |
| 172    | ポドブレゾヴァー駅                           | 2.1          | 33.8                 | 55.1                | ポドブレゾヴァーから -0.5 | ■  | ■  |                                                 | バンスカー・ビストリツァ県 | ブレズノ郡                 |
| 172    | フヴァチメヒ駅                               | 3.2          | 37.0                 |                     | 2.7                       | ■  | ■  |                                                 | バンスカー・ビストリツァ県 | ブレズノ郡                 |
| 172    | ヴァラスカー駅                               | 1.3          | 38.3                 |                     | 4.0                       | ■  | ■  |                                                 | バンスカー・ビストリツァ県 | ブレズノ郡                 |
| 172    | ブレズノ駅                                   | 4.5          | 42.8                 |                     | 8.5                       | ■  | ■  |                                                 | バンスカー・ビストリツァ県 | ブレズノ郡                 |
| 172    | ブレズノ町駅                                 | 1.7          | 44.5                 |                     | 10.2                      | ■  | ■  | 174号線（チソヴェツ方面）                       | バンスカー・ビストリツァ県 | ブレズノ郡                 |
| 172    | ブレズノ・ハルニ駅（全列車通過 *1）          |              |                      | ハルニから 0.0      | (13.0)                    | ｜ | ｜ | 174号線（チソヴェツ方面）                       | バンスカー・ビストリツァ県 | ブレズノ郡                 |
| 172    | ブヤコヴォ停留所                             | 4.6          | 49.1                 | 1.8                 |                           | ｜ | ■  |                                                 | バンスカー・ビストリツァ県 | ブレズノ郡                 |
| 172    | ガシパロヴォ駅                               | 4.8          | 53.9                 | 6.6                 |                           | ｜ | ■  |                                                 | バンスカー・ビストリツァ県 | ブレズノ郡                 |
| 172    | ベニュシ駅                                   | 1.2          | 55.1                 | 7.8                 |                           | ■  | ■  |                                                 | バンスカー・ビストリツァ県 | ブレズノ郡                 |
| 172    | バツーフ駅                                   | 5.1          | 60.2                 | 12.9                |                           | ｜ | ■  |                                                 | バンスカー・ビストリツァ県 | ブレズノ郡                 |
| 172    | ポロムカ駅                                   | 3.6          | 63.8                 | 16.5                |                           | ■  | ■  |                                                 | バンスカー・ビストリツァ県 | ブレズノ郡                 |
| 172    | ポロムカ・ハーモル駅（休止中）               |              |                      | (19.8)              |                           | ｜ | ｜ |                                                 | バンスカー・ビストリツァ県 | ブレズノ郡                 |
| 172    | ザーヴァドカ・ナド・フロノム村駅             | 4.9          | 68.7                 | 21.4                |                           | ■  | ■  |                                                 | バンスカー・ビストリツァ県 | ブレズノ郡                 |
| 172    | ザーヴァドカ・ナド・フロノム停留所（休止中） |              |                      | (22.4)              |                           | ｜ | ｜ |                                                 | バンスカー・ビストリツァ県 | ブレズノ郡                 |
| 172    | ヘリパ駅                                     | 3.5          | 72.2                 | 24.9                |                           | ■  | ■  |                                                 | バンスカー・ビストリツァ県 | ブレズノ郡                 |
| 172    | ポホレラー駅                                 | 4.2          | 76.4                 | 29.1                |                           | ■  | ■  |                                                 | バンスカー・ビストリツァ県 | ブレズノ郡                 |
| 172    | ポホレルスカー・マシャ駅                     | 1.1          | 77.5                 | 30.2                |                           | ｜ | ■  |                                                 | バンスカー・ビストリツァ県 | ブレズノ郡                 |
| 172    | ノヴァー・マシャ駅                           | 2.4          | 79.9                 | 32.6                |                           | ｜ | ■  |                                                 | バンスカー・ビストリツァ県 | ブレズノ郡                 |
| 172    | ヴァリコヴニャ駅                             | 1.2          | 81.1                 | 33.8                |                           | ｜ | ■  |                                                 | バンスカー・ビストリツァ県 | ブレズノ郡                 |
| 172    | チェルヴェナー・スカラ駅                     | 5.2          | 86.3                 | 39.0                |                           | ■  | ■  | 173号線（マルゲツァニ方面）                     | バンスカー・ビストリツァ県 | ブレズノ郡                 |

(*1): 174号線直通列車のみが停車する。